# Virginia Ruzici
Virginia Ruzici (Câmpia Turzii, 31 gennaio 1955) è un'ex tennista rumena.

## Biografia
Nel 1978 vinse l'Open di Francia battendo in finale Mima Jaušovec con il punteggio di 6-2, 6-2, con la quale vinse anche il torneo di doppio femminile sconfiggendo in finale la coppia composta da Lesley Turner Bowrey e Gail Sherriff Lovera per 5-7, 6-4, 8-6.
Nello stesso anno vinse anche il Brighton International di Brighton spuntandola in finale contro Betty Stöve.
Il 21 maggio 1979 raggiunse l'ottava posizione del ranking WTA.
Nel 1980 tornò in finale all'Open di Francia, ma venne sconfitta da Chris Evert.

## Statistiche

### Singolare

#### Vittorie (12)
| Legenda         |
| Grande Slam (1) |
| WTA Tour (11)   |

| Numero | Data              | Torneo                                    | Superficie       | Avversaria in finale | Punteggio     |
| 1.     | 24 agosto 1975    | WTA New Jersey, Mahwah                    | Cemento          | Mariana Simionescu   | 6-1, 6-1      |
| 2.     | 2 ottobre 1977    | Eckerd Tennis Open, Palm Harbor           | Cemento          | Laura DuPont         | 6–4, 4–6, 6–2 |
| 3.     | 11 giugno 1978    | Open di Francia, Parigi                   | Terra rossa      | Mima Jaušovec        | 6–2, 6–2      |
| 4.     | 20 maggio 1978    | WTA Austrian Open, Kitzbühel              | Cemento          | Sylvia Hanika        | 6–4, 6–3      |
| 5.     | 22 ottobre 1978   | Brighton International, Brighton          | Sintetico indoor | Betty Stöve          | 5–7, 6–2, 7–5 |
| 6.     | 27 luglio 1980    | WTA Austrian Open, Kitzbühel              | Terra rossa      | Hana Mandlíková      | 3–6, 6–1 rit. |
| 7.     | 14 settembre 1980 | Women's Games, Salt Lake City             | Cemento          | Ivanna Madruga       | 6-1, 6-3      |
| 8.     | 18 luglio 1982    | WTA Monte Carlo, Monte Carlo              | Terra rossa      | Bonnie Gadusek       | 6-2, 7-6      |
| 9.     | 25 luglio 1982    | WTA Austrian Open, Kitzbühel              | Terra rossa      | Lea Plchová          | 6–2, 6–2      |
| 10.    | 8 agosto 1982     | US Clay Court Championships, Indianapolis | Terra rossa      | Helena Suková        | 6–2, 6–0      |
| 12.    | 9 ottobre 1983    | Virginia Slims of Detroit, Detroit        | Sintetico indoor | Kathy Jordan         | 4–6, 6–4, 6–2 |
| 12.    | 8 agosto 1982     | WTA Austrian Open, Bregenz                | Terra rossa      | Mima Jaušovec        | 6–2, 6–3      |

#### Finali perse (15)
| Legenda         |
| Grande Slam (1) |
| WTA Tour (14)   |

| Numero | Data             | Torneo                                    | Superficie    | Avversaria in finale | Punteggio        |
| 1.     | 12 luglio 1976   | WTA Austrian Open, Kitzbühel              | Terra battuta | Wendy Turnbull       | 4–6, 7–5, 3–6    |
| 2.     | 18 ottobre 1976  | Barcelona Ladies Open, Barcellona         | Terra battuta | Renáta Tomanová      | 6–3, 4–6, 2–6    |
| 3.     | 15 maggio 1978   | WTA German Open, Amburgo                  | Terra battuta | Mima Jaušovec        | 2–6, 3–6         |
| 4.     | 22 maggio 1978   | Internazionali d'Italia, Roma             | Terra battuta | Regina Maršíková     | 5–7, 5–7         |
| 5.     | 14 agosto 1978   | Canada Open, Toronto                      | Cemento       | Regina Maršíková     | 5–7, 7–6, 2–6    |
| 6.     | 19 febbraio 1979 | Avon Championships of Detroit, Detroit    | Sintetico (i) | Wendy Turnbull       | 5–7, 6–1, 6(4)–7 |
| 7.     | 10 dicembre 1979 | South Australian Open, Adelaide           | Erba          | Hana Mandlíková      | 5–7, 2–2 rit.    |
| 8.     | 5 maggio 1980    | Internazionali d'Italia, Roma             | Terra battuta | Chris Evert          | 7–5, 2–6, 2–6    |
| 9.     | 26 maggio 1980   | Open di Francia, Parigi                   | Terra battuta | Chris Evert          | 0–6, 3–6         |
| 10.    | 11 agosto 1980   | Canada Open, Toronto                      | Cemento       | Chris Evert          | 3–6, 1–6         |
| 11.    | 10 novembre 1980 | Dutch International Indoors, Amsterdam    | Sintetico (i) | Hana Mandlíková      | 7–5, 2–6, 5–7    |
| 12.    | 4 maggio 1981    | Internazionali d'Italia, Roma             | Terra battuta | Chris Evert          | 1–6, 2–6         |
| 13.    | 11 maggio 1981   | WTA Swiss Open, Lugano                    | Terra battuta | Chris Evert          | 1–6, 1–6         |
| 14.    | 3 agosto 1981    | US Clay Court Championships, Indianapolis | Terra battuta | Andrea Jaeger        | 1–6, 0–6         |
| 15.    | 1º aprile 1985   | WTA South Carolina, Seabrook Island       | Terra battuta | Katerina Maleeva     | 3–6, 3–6         |

### Risultati in progressione
| Sigla | Risultato               |
| ----- | ----------------------- |
| V     | Vincitore               |
| F     | Finalista               |
| SF    | Semifinalista           |
| QF    | Quarti di Finale        |
| 4T    | Quarto turno            |
| 3T    | Terzo turno             |
| 2T    | Secondo turno           |
| 1T    | Primo turno             |
| RR    | Round Robin             |
| LQ    | Turno di qualificazione |
| A     | Assente                 |

| Legenda superfici    |
| Cemento              |
| Terra rossa          |
| Erba                 |
| Superficie variabile |

#### Singolare nei tornei del Grande Slam
| Torneo          | 1973 | 1974 | 1975 | 1976 | 1977 | 1977 | 1978 | 1979 | 1980 | 1981 | 1982 | 1983 | 1984 | 1985 | 1986 | 1987 |
| --------------- | ---- | ---- | ---- | ---- | ---- | ---- | ---- | ---- | ---- | ---- | ---- | ---- | ---- | ---- | ---- | ---- |
| Australian Open | A    | A    | A    | A    | A    | A    | A    | 1T   | QF   | 1T   | A    | A    | A    | A    | ND   | A    |
| Open di Francia | 1T   | 2T   | 2T   | SF   | A    | A    | V    | QF   | F    | QF   | QF   | 3T   | 4T   | 1T   | A    | 2T   |
| Wimbledon       | 2T   | 2T   | 1T   | 1T   | 2T   | 2T   | QF   | 4T   | 2T   | QF   | 4T   | 4T   | 2T   | 2T   | A    | A    |
| US Open         | A    | 1T   | 1T   | QF   | 4T   | 4T   | QF   | A    | 4T   | 3T   | 4T   | 1T   | 3T   | 1T   | A    | A    |